# Галофитум
Halophytum ameghinoi — единственный вид рода Галофитум (лат. Halophytum) монотипного семейства Галофитовые (лат. Halophytaceae). 

## Ареал
Эндемик Патагонии.

## Ботаническое описание
Однолетнее суккулентное травянистое растение с простыми, сочными, супротивными листьями без прилистников.
Галофитум однодомен, женские цветки располагаются одиночно в пазухах листьев, а мужские — в соцветиях на одном и том же растении. В мужских цветках располагаются 4 свободные тычинки. Пыльники вскрываются порами. Пыльцевые зёрна имеют 6 отверстий. В женских цветках прицветники отсутствуют. Три плодолистика сливаются, образуя синкарпный гинецей с одной яйцеклеткой. Столбик завершается 3 рыльцами. Нектарников нет, так как растения опыляются ветром (анемофилия), что является уникальным для гвоздичноцветных.
Плод— мясистая ягода.
Число хромосом n = 12.

## История и таксономическое положение
Впервые вид был описан в 1899 году под названием Tetragonia ameghinoi и помещён в семейство Аизовые (лат. Aizoaceae), потом был перенесён в семейство Маревые (лат. Chenopodiaceae). В 1946 году Альберто Сориано впервые выдвигает предположение о том, что вид следует выделить в отдельное семейство. Это выделение подтверждено системами APG III (2009) и APG II (2003), а система APG I (1998) этого выделения не признает и относит галофитум в семейство Маревые (лат. Chenopodiaceae).
Наиболее близкими родственниками галофитума в порядке Гвоздичноцветные считаются семейства Моллюгиновые (лат. Molluginaceae), Anacampserotaceae, Кактусовые (лат. Cactaceae), Портулаковые (лат. Portulacaceae), Basellaceae, Монтиевые (лат. Montiaceae), Talinaceae и Didiereaceae.